# Stardom Supreme Fight
Stardom Supreme Fight (スターダム-スプリーム-ファイト, sutadamu-su puri ー mu-faito) é um evento anual de luta livre profissional promovido pela World Wonder Ring Stardom. Desde sua criação em 2023, o Stardom Supreme Fight tem sido realizado em 4 de fevereiro, em Osaka, no Osaka Prefectural Gymnasium.

## História
Em 31 de dezembro de 2022, a Stardom anunciou que o Stardom Supreme Fight 2023, o evento inaugural do Stardom Supreme Fight, aconteceria em 4 de fevereiro de 2023. O evento foi o primeiro pay-per-view realizado pela Stardom com capacidade total de espectadores durante a pandemia de COVID-19 no Japão. O segundo evento ocorreu em 4 de fevereiro de 2024 e também foi o último a contar com Rossy Ogawa como booker da promoção, estabelecendo o Supreme Fight como um evento anual.

## Datas e locais
| # | Evento                     | Data                   | Cidade        | Público | Local                       | Evento principal                                                                  | Ref   |
| - | -------------------------- | ---------------------- | ------------- | ------- | --------------------------- | --------------------------------------------------------------------------------- | ----- |
| 1 | Stardom Supreme Fight 2023 | 4 de fevereiro de 2023 | Osaka, Japão  | 1.832   | Osaka Prefectural Gymnasium | Giulia (c) derrotou Suzu Suzuki para reter o World of Stardom Championship        | [ 5 ] |
| 2 | Stardom Supreme Fight 2024 | 4 de fevereiro de 2024 | Osaka, Japão  | 1.377   | Osaka Prefectural Gymnasium | Maika (c) derrotou Saya Kamitani para reter o World of Stardom Championship       | [ 6 ] |
| 3 | Stardom Supreme Fight 2025 | 2 de fevereiro de 2025 | Tóquio, Japão |         | Korakuen Hall               | Saya Kamitani (c) derrotou Suzu Suzuki para reter o World of Stardom Championship | [ 7 ] |